# ستيف فيشر
ستيف فيشر (بالإنجليزية: Steve Fisher)‏ (2 أكتوبر 1981 بهرشي في الولايات المتحدة - ) هو لاعب كرة قدم أمريكي في مركز الوسط. لعب مع نادي بان.

## وصلات خارجية
- ستيف فيشر على موقع قاعدة بيانات كرة القدم.إي يو (الإنجليزية)